# Isaac Ironside
Isaac Ironside (* 17. September 1808 in Pool Green in der Nähe von Masbrough, Metropolitan Borough von Rotherham, (Grafschaft Yorkshire); † 20. August 1870 bei Sheffield) war ein englischer Chartist, Anhänger von Robert Owen und Verleger.

## Leben
Isaac Ironside wuchs in Sheffield auf und war der Sohn von dem Laienprediger Samuel Ironside, einem Anhänger von John Wesley und von Mary Bradbury. Sein jüngerer Bruder war Samuel Ironside (1814–1897), der als Methodisten Missionar nach Neuseeland ging.
Im Alter von zwölf Jahren wurde er in die Lehre eines Ofenrostmonteurs gegeben. Danach arbeitete er in einer Eisengiesserei. Er erlernte in einem Abendstudium den Beruf eines Buchhalters. Er betätigte sich als Grundstücksmakler und gewann damit ein Vermögen von mehreren Tausend Pfund Sterling.
Kurz nach seiner Heirat besuchte Ironside „Harmony Hall“ in Tytherly (Hampshire) von Robert Owen. Da das Experiment nicht erfolgreich war kehrte er nach Sheffield zurück.
Als Unterstützer des Chartismus, trat Ironside der „Sheffield Political Union“ 1831 bei und arbeitete als Sekretär der Radikalen Partei für den Wahlkandidaten Thomas Asline Ward, in der Parlamentswahl 1832 knapp die Wahl verlor. 1833 war er Gründungsmitglied des Sheffields „Mechanics Institute“.
Nachdem die erste Petitionskampagne der Chartisten gescheitert war, engagierte er sich stärker in der Lokalpolitik Sheffields. Im September 1838 war Ironside einer der Sprecher auf der ersten großen Demonstration der Chartisten in Sheffield neben Ebenezer Elliott und dem Uhrmacher Michael Beal.
Er wurde 1846 in das Stadtparlament von Sheffield gewählt. Er gründete die „Central Democratic Association“ mit sozialistischen und chartistischen Forderungen. 1849 gründeten er und weitere 22 Mitglieder eine owenitische Farm in „Hollow Meadows.“
Er unterstützte das Frauenwahlrecht und ermutigte Anne Knight die Sheffield Female Political Association zu gründen.
1851 gründete er die radikale Zeitung The Sheffield Free Press, die nicht als Organ einer Partei sei, wie der Prospekt der Zeitung formulierte. In der ersten Nummer verkündete Ironside: „In der Politik wird die Sheffield Free Press als kompromißlose Verteidigerin des Rechtes Aller auf die Vorrechte des Staatsbürgers zu finden sein. Dass große Prinzip des ‚Manhood Suffrage‘ (Allgemeines Wahlrecht) und die Sicherheiten für dessen freie Ausübung zu erreichen; der Klasseneinteilung ein Ende zu setzen und die Menschen wirklich zu Brüdern zu machen; die Arbeitskraft durch Beseitigung aller Steuern auf Warentausch zu befreien; durch die Opposition gegen die schändlichen Papier- und Zeitungssteuern Erkenntnisse zu verbreiten und die Pflicht des Staates geltend zu machen, ein wirksames staatliches Volksbildungssystem zu schaffen; weltweiten Frieden durch Proteste gegen aggressive Kriege durchzusetzen; unser Strafrecht durch Befürworten der Abschaffung der Todesstrafe zu humanisieren; Sparsamkeit zu erzwingen, indem die Aufmerksamkeit auf Mißbräuche der Zivilliste, der korrupten Pensionsliste und unsere unnötig großen Land- und Seestreitkräfte gerichet wird; und ein einfaches, wenig aufwendiges und gerechtes System der Besteuerung in Lande zu verfechten. Das werden die Prinzipien der Sheffield Press sein.“
Er und sein Mitredakteur William Cyples korrespondierten 1856 mit Karl Marx über dessen Arbeit „Revelations of the diplomatic history of the 18th century“.
Im Januar 1855 stürzte die Regierung Lord Aberdeen. Ihr folgte die von Lord Palmerston. Gegen diese Regierung wandten sich Ironside, Collet Dobson Collet und David Urquhart mit zahlreichen Versammlungen und Publikationen. Auch in den Spalten der Sheffielder Free Press erschienen dazu zahlreiche Beiträge. Ende August 1856 wurde die Zeitung The Sheffield Free Press nach London überführt und dort unter dem Namen The Free Press unter dem Einfluss von David Urquhart und unter der Redaktion von Collet Dobson Collet weitergeführt wurde.
1868 gab Isaac Ironside sein Stadtratsmandat auf. Er war verheiratete mit seiner Frau Elizabeth und hatte fünf Töchter: Emma (* 1835), Frances (* 1841), Una (* 1845), Kate (* 1850) und Lilian (* 1852). Er wurde 1870 auf dem Sheffield Hauptfriedhof begraben.

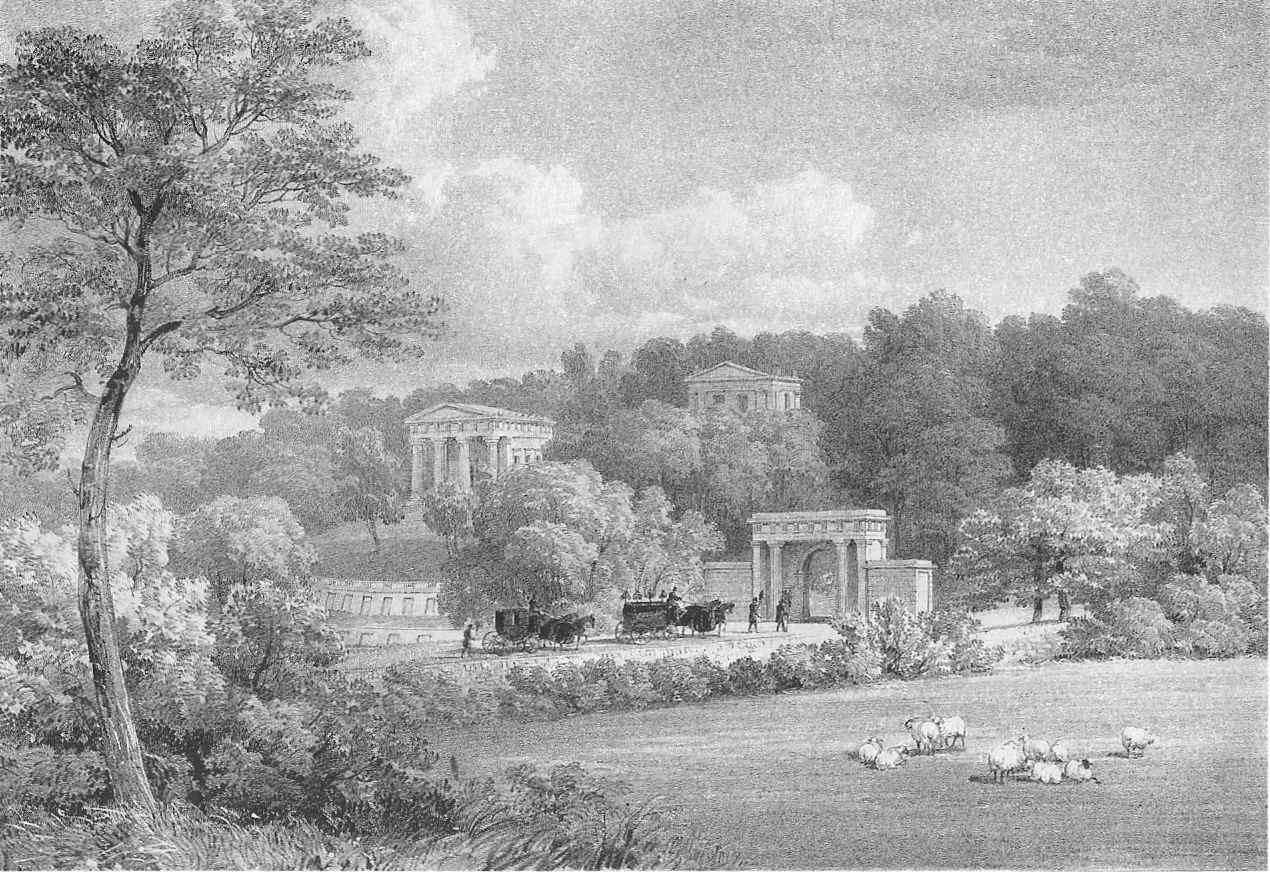
Der Sheffielder Friedhof, auf dem Isaac Ironside begraben wurde.

## Karl Marx und „The Sheffield Free Press“
- Karl Marx: The Story of Lord Palmerston. In: The Sheffield Free Press. Nr. 12 vom 29. Dezember 1855; Nr. 13 vom 5. Januar 1856; Nr. 14 vom 12. Januar 1856; Nr. 18 vom 9. Februar 1856; Nr. 19 vom 16. Februar 1856
- Karl Marx: The Story of Lord Palmerston. In: The Sheffield Free Press Serials. Nr. IV, V, Sheffield 1856
- Karl Marx: Kars Papers Curiosities. The Sheffield Free Press, Nr. 4, 3. Mai 1856
- Karl Marx: Revelations of the diplomatic history of the 18th century. In: The Sheffield Free Press. Nr. 12 vom 28. Juni 1856; Nr. 13 vom 5. Juli 1856; Nr. 14 vom 12. Juli 1856; Nr. 15 vom 19. Juli 1856.

## Werke
- Price of leather. To the boot and shoemakers. Sheffield Foreign Affairs Committee. Flugblatt über die wirtschaftlichen Konsequenzen der Außenpolitik Palmerstons. Gezeichnet Isaac Ironside. Sheffield, 3. Februar 1857.
- The part of France and Russia in the surrender by England of the right of search. Correspondence between the Sheffield foreign affairs committee and the Lord advocate. London 1866 Digitalisat
- Trades' unions. An address. At a public meeting held in the Temperance Hall, Sheffield, on Monday, September 30, 1867. Mr. Edwin Grayson in the chair. R. Hardwick, London; J. Robetshaw, Sheffield 1867.